# ルーシー・ヴァン・ペルト
ルーシー・ヴァン・ペルト（英: Lucy van Pelt）は、チャールズ・M・シュルツのコミック・ストリップ『ピーナッツ』に登場するキャラクターである。ライナスとリランの姉であり、作中では多くのキャラクター、特にライナスやチャーリー・ブラウンに対して強い態度を取ることが多い。

## 人物
ルーシーは、チャーリー・ブラウンや弟のライナスをはじめ、周囲の人をからかったり威圧的な態度を取ったりすることが多く、多くのストリップで敵役として描かれる。また、シュローダーに対して強い片思いを抱いている。
評論家のクリストファー・コールドウェルは、ルーシーについて「彼女は大金持ちではないが、アメリカの悪夢そのものだ。頭脳はゼロ、欲望は無限、自尊心も限りなく高い。だからこそ、すべての遊び相手を蹂躙することができ、コミック史上最も恐ろしいキャラクターの一人になっている」と評している。
チャーリー・ブラウンをからかい、侮辱することが多いものの、彼に対して友情を感じていることも作中で描かれている。少なくとも1つのストリップでは、チャーリー・ブラウンがルーシーに勝る場面がある。ポップコーンを分け合っている際、ルーシーが指を舐めながらボウルに手を入れた後、彼に説教を始める。しかし最後のコマでは、ルーシーがポップコーンのボウルを頭に乗せたまま驚いた表情で座っており、一方でチャーリー・ブラウンは彼女を無視して立ち去る姿が描かれている。

### 精神科ブース
ルーシーは「精神科ブース」を運営しており、これはアメリカの子どもたちがよく開くレモネードスタンドのパロディとなっている。ここで彼女は5セント（約5円）でアドバイスや精神分析を提供するが、主な顧客は心配性のチャーリー・ブラウンである。そのアドバイスは的外れなものが多い。
しかし、ルーシーの発言は通俗的な心理学の知識や、明白な真実、時には鋭い洞察を含むこともある。例えば、スヌーピーの相談を受ける場面では、子ども時代に家族の中の「他の犬」とどのように関わっていたかを尋ねるが、スヌーピーはこの表現を即座に否定する。
ブースの正面には「The Doctor is」と書かれたプラカードがあり、「In」または「Out」の表示でルーシーが診療中かどうかを示している。

### 野球
ルーシーは、チャーリー・ブラウンの野球チームで右翼手（時々中堅手）を務めているが、プレーは決して上手くない。チームを一時的に追い出されることもあり、その際には試合中に野次を飛ばすこともある。
彼女はフライを捕り損ねるたびに、「土星の衛星が目に入った」「グローブから有害物質が出て目が回った」など、奇妙な言い訳をするのが特徴的である。また、マウンド上のチャーリー・ブラウンに向かって一方的に話し続けることも多い。彼女の話に気を取られたチャーリー・ブラウンが「お前は右翼に戻れ！」と怒鳴る場面もしばしば見られる。

## 歴史
ルーシーは、『ピーナッツ』に登場した3番目の新キャラクターであり、ヴァイオレットやシュローダーに続いて1952年3月3日にデビューした。当初は目つきの鋭い幼児として描かれ、両親や年上の子どもたちを困らせる存在だった。しかし、その後の2年間で成長し、1954年にはチャーリー・ブラウンと同じくらいの年齢になった。幼児期のルーシーが登場する初期の作品は、チャールズ・シュルツの死後、再版されることはなかった。
ルーシーの登場から数か月後、シュルツは彼女の目のデザインを他のキャラクターと同じように変更した。ただし、目の周囲には小さな線が描かれ、これは後にルーシーの弟であるライナスとリランにも受け継がれた。
初期のルーシーは黒髪のショートヘアで、青いドレスに青いソックス、サドルシューズを履いていた。しかし、1970年代後半になると、シュルツは女性キャラクターの服装をより現代的にするために、パンツとシャツを着せるようになり、1980年代後半にはこのスタイルが定着した。
ルーシーの名前は、チャールズ・シュルツのかつての隣人であるルアンヌ・ヴァン・ペルトにちなんで名付けられた。また、『タイム』誌のデイビッド・マイケレスによると、シュルツの最初の妻ジョイスがルーシーのモデルになっているという。
1967年の『サイコロジー・トゥデイ』のインタビューで、シュルツは自身の好きなキャラクターとしてスヌーピー、ライナス、チャーリー・ブラウンを挙げ、「ルーシーは特に好きではない」と述べた。その一方で、「彼女はうまく機能している。漫画の中心的なキャラクターとは、自分の役割を果たすだけでなく、その性格自体が新しいアイデアを生み出してくれるものだ」と語っている。

## フットボール・ストリップ
チャーリー・ブラウンがサッカーボールを蹴ろうとすると、ルーシーは頻繁にそのボールを引き離す。
この行為が最初に登場したのは1952年11月16日のストリップである（その1年前には、バイオレットがチャーリー・ブラウンに誤って蹴られるのを恐れて、意図せず同じことをしていた）。しかし、当初のルーシーの意図は現在のような意地悪なものではなく、チャーリー・ブラウンにボールを汚されたくないという理由で引き離した。彼はその後もう一度挑戦するが、最終的につまずいてしまう。
このフットボール・ストリップは次第に毎年恒例の場面となり、シュルツは連載のほぼ毎年、このシーンを描き続けた。結果として、『ピーナッツ』を象徴する要素のひとつとなった。特に有名な例として、アニメスペシャル『ファーストキスだよ、チャーリーブラウン』では、ルーシーがボールを4回も引き離したせいで、学校のフットボールチームがホームカミングゲームで勝利できなかった。それにもかかわらず、チャーリー・ブラウンが非難されるという理不尽な展開が描かれている。
1956年9月12日のストリップでは、例外的にチャーリー・ブラウンが実際にボールを蹴ることができたが、それはシュローダーがボールを持っていたためだった。
また、1979年7月から8月のストリップでは、チャーリー・ブラウンが体調不良で入院した際、ルーシーは彼のことを心配し、「退院したらフットボールを蹴らせてあげる」と誓う。退院後、ルーシーはその約束を守り、チャーリー・ブラウンにプレースキックをさせた。しかし、彼は残念ながらボールを蹴り損ね、代わりにルーシーの手に当ててしまった。

## キャスト

### 原語版
ルーシー・ヴァン・ペルトの原語版声優は以下の通り。
- Karen Mendelson (1963)
- Tracy Stratford (1963, 1965)
- Sally Dryer (1966–1968)
- Pamelyn Ferdin (1969–1971)
- Robin Kohn (1972–1973)
- Melanie Kohn (1974–1975, 1977)
- Sarah Beach (1976)
- Lynn Mortensen (1976)
- Michelle Muller (1977–1979)
- Laura Planting (1980)
- Kristen Fullerton (1980)
- Sydney Penny (1981)
- Angela Lee (1983)
- Heather Stoneman (1984–1985)
- Jessica Lee Smith (1984-1985)
- Melissa Guzzi (1986)
- Tiffany Billings (1986-1988)
- Ami Foster (1988)
- Erica Gayle (1988–1989)
- Jennifer Banko (1990)
- Marne Patterson (1992)
- Molly Dunham (1993)
- Jamie Cronin (1995-1997)
- Rachel Davey (2000)
- Lauren Schaffel (2002)
- Serena Berman (2002–2003)
- Ashley Rose Orr (2003)
- Stephanie Patton (2006)
- Michelle Creber (2008-2009)
- Grace Rolek (2011)
- Hadley Belle Miller (2015)
- Bella Stine (2016)
- Merrit Grove (2018-2019)
- Isabella Leo (2019–present)

### 日本語吹替版
ルーシー・ヴァン・ペルトの日本語吹替を担当した声優は以下の通り。
- 平井道子 - 『スヌーピーとチャーリー』『スヌーピーの大冒険』の劇場公開版・テレビ放映版・ソフト版
- 渕崎ゆり子 - 『スヌーピーとチャーリー』『スヌーピーの大冒険』テレビ放映版
- 滝沢久美子 - 『スヌーピーの大冒険』ソフト版、テレビアニメ（1983–1998）、『スヌーピーとチャーリー・ブラウン ヨーロッパの旅（第1期）』ソフト版・テレビ放映版
- 滝沢ロコ - 『がんばれ!スヌーピー』ソフト版、テレビアニメ（1983–1998）、『スヌーピーとチャーリー・ブラウン ヨーロッパの旅（第2期）』ソフト版・テレビ放映版
- うつみ宮土理 - テレビアニメ（1972, 1976, 1978）
- 一条みゆ希 - テレビアニメ（1981–1985）
- 三輪勝恵 - テレビアニメ（1990）
- 小高奈月 - テレビアニメ（NHK-BSおよびカートゥーン・ネットワーク）
- 小宮和枝 - 『スヌーピーとチャーリーブラウン』ソフト版・テレビ放映版、『スヌーピー・アドベンチャー』テレビ放映版
- まるたまり -  『スヌーピーとチャーリー・ブラウン ヨーロッパの旅』2003年12月29日・2004年12月31日テレビ放映版
- 永田亮子 - 『Happiness is: スヌーピーと幸せのブランケット』
- 大関英里 - テレビアニメ（2015）
- 谷花音 - 『I LOVE スヌーピー THE PEANUTS MOVIE』
- 遠藤璃菜 - 『スヌーピー宇宙への旅』（2019）、『スヌーピーのショータイム』（2021）

## 大衆文化におけるルーシー
『マペット・ベイビーズ』のエピソード「Comic Capers」では、『ピーナッツ』を模したシークエンスが登場し、ピギーがルーシーの役割を担っている。また、このシーンの後には「私の請求書を受け取るまで待って」と発言するルーシーの映像が流れるが、これは現在では詳細が不明なメディアのものである。
ルーシーをはじめとする『ピーナッツ』のキャラクターは、『ファミリー・ガイ』にも登場しており、特にエピソード「Brian's Got a Brand New Bag」に出演している。この回では、ピーター・グリフィンがルーシーの前に現れ、彼女がチャーリー・ブラウンに対してフットボールを引き離す行為を繰り返していることにうんざりし、何度も回し蹴りを浴びせる。最終的にルーシーはピーターの要求を受け入れ、チャーリー・ブラウンにボールを蹴らせた。